# Ali Paša Janinski
Ali Paša Janinski ali Tepedelenli Ali Paša iz Janine (imenovan tudi »Lev iz Janine«; albansko Ali Pashë Tepelena, vlaško Ali Pãshelu, grško Αλή Πασάς, latinizirano: Alí Pasás); * okoli 1741, Beçišt pri Tepedelenu; † 5. februar 1822, Janina), osmanski paša albanskega porekla, ki je vladal velikemu delom takratne osmanske Albanije in Grčije.

## Življenje
Ali paša se je rodil Veli paši iz Delvine in njegovi ženi Čamko (Hanko) na območju okoli Tepelene v današnji južni Albaniji. Njegov natančen datum rojstva in okoliščine njegovih zgodnjih let niso gotove. Po lokalnem izročilu njegova družina izhaja iz derviša po imenu Nazif iz »Male Azije«. Po mnenju zgodovinarja Ahmeta Uzuna ta legenda nima podlage.
Po očetovi smrti leta 1763 je postal vodja tolpe tatov, ki je delovala od Epira do Tesalije. Tako je preživel naslednjih 20 let svojega življenja. Okoli leta 1766 se je poročil z Emine Aslan-Pašali, hčerko Ali Kaplan Paša. Leta 1787/88 je vzel za ženo hčer Tahir paše, Zeliho Aslan-Pašali. Ko je bil star okoli 40 let, si je pridobil sultanovo naklonjenost tako, da je svojo tolpo tatov izdal sultanovim vojakom. Za to informacijo je leta 1787 prejel pašaluk v Trikali v Tesaliji. In leta 1788 je sledila Janina.
Leta 1797 je napadel Himaro, ki so jo držali krščanski pravoslavni Sulioti. Umrlo je več kot 6000 ljudi, Ali paša pa je zmagal nad Sulioti. Za to pogumno dejanje mu je Visoka porta dala vzdevek Aslan (Lev). Vendar Sulioti niso popustili in Ali Paša je nadaljeval vojno proti njim, dokler Sulioti leta 1803 niso odnehali in s tem sprostili pot na Krf.
Od leta 1807 je Ali Paša vladal iz Janine dejansko neodvisno od Visoke porte, čeprav je letno pošiljal določen davek v Konstantinopel. Ali Paša je imel veliko število oboroženih borcev in do leta 1810 je nadzoroval južno Albanijo, Epir, Tesalijo in jugozahodno Makedonijo. Okoli leta 1815 je njegovo vojsko sestavljalo približno 100.000 mož. Sklenil je pakt z uporniki grškega gibanja za neodvisnost. Sultan Mahmud II. ga je leta 1820 izobčil zaradi njegove nezvestobe. Oktobra se je osmanska vojska pojavila pred Janino. Ali Paša je januarja 1821 zaman poskušal prekiniti obleganje in več kot eno leto ostal ujet v svoji trdnjavi. 5. februarja 1822 je bil umorjen med srečanjem z odposlanci vojnega ministra Huršid paše na otoku v jezeru Pamvotida. Njegove tri sinove so usmrtili, njegovo grško ženo Vasiliki pa zaprli. Umrla je v Messolongiju leta 1835. Po njegovi smrti je bila glava Ali Pašinega trupla ločena, konzervirana s soljo in poslana v Konstantinopel. Tam je bila glava nekaj časa prikazana na obzidju palače Topkapı, preden so jo pokopali blizu Silivritorja zunaj mesta.
Ali-pašini trije sinovi so se imenovali:
- Ahmet Muhtar paša, paša z dvema tugoma (okoli 1768 – okoli 1822)
- Veli paša, paša s tremi tugi (okoli 1773 – okoli 1822)
- Salih paša, paša z dvema tugoma (okoli 1800 – okoli 1822)

## Grob
Njegovo truplo je bilo pokopano v grobu pri mošeji Fethiye Camii v Janini. Leta 2005 je Teološka fakulteta Univerze Yalova začela registrirati vseh 3500 zgodovinskih nagrobnikov na pokopališču Zeytinburnu Ayvalık v Carigradu. Leta 2006 so odkrili nagrobnik Ali Paše. Od 11. februarja 2013 je albanska vlada začela pogajanja s Turčijo o vrnitvi glave Ali Paše.

## Ali paša v umetnosti
- Angleški pesnik Lord Byron je bil leta 1809 nekaj časa kot gost na dvoru Ali Paše.
- Albert Lortzing ga je ovekovečil kot operni lik v svoji enodejanki Ali Paša Janinski.[4]
- V knjigi Grof Monte Cristo je omenjen Ali Paša in turško obleganje Janine. Njegova izmišljena hči Haydee ima pomembno vlogo.
- V epski pesnitvi Aristotelisa Valaoritisa Gospa Frosyni (grško Ἡ Κυρὰ Φροσύνη, 1859) se demonski Ali Paša pojavi kot nasprotnik protagonista.
- Sabri Godo: Ali Pashë Tepelena. Artemida, Tirana 1970 (zgodovinski roman)
- V romanu Sramotnik Ismaila Kadareja je Ali Paša eden od uporniških voditeljev Albancev proti osmanskemu jarmu.
- Mór Jókai: Zadnji dnevi janičarjev. Roman (»A Janicsárok Végnapjai«). Corvina Verlag, Budimpešta 2003, ISBN 963-13-5229-3.